# Casimiro Marcó del Pont
Francisco Casimiro Marcó del Pont y Ángel (Vigo, 4 de octubre de 1765-La Estanzuela, Chacabuco, 11 de mayo de 1819) fue un militar español y gobernador de la Corona Española en la Gobernación de Chile. Es una de las figuras de la Independencia de Chile dado que fue el último de los gobernadores reales de este territorio cuando fue hecho prisionero por fuerzas del Ejército de los Andes, lideradas por José de San Martín y Bernardo O'Higgins, quienes ingresaron a Santiago luego de la batalla de Chacabuco.

## Familia
Hijo de Buenaventura Marcó del Pont y de Juana Ángel y Méndez, Francisco Casimiro Marcó del Pont tuvo varios hermanos:
- Ramón Genaro, dedicado a los negocios de su padre en Vigo.
- Ventura Miguel, dedicado a los negocios de su padre en Buenos Aires y síndico del Consulado de Comercio, fundador allí de la Escuela de Náutica, de la Escuela de Dibujo, del Tercio de Gallegos y de la Hermandad de Hijos y Oriundos del Reino de Galicia, hoy Centro Gallego.
- Juan José, consejero de Estado del rey Fernando VII y ministro de Hacienda del pretendiente Carlos V.
- Joaquín y Juan Mateo, que no llegaron a edad adulta.
- Manuel María, general de brigada y medalla de oro de la batalla de Bailén.
- Pedro Ángel, general de brigada y comandante general de Orense.
- Ana Jacoba, esposa de Juan Fontán y del Pueyo, de Luna y Belvís de Moncada, y
- María Magdalena, dedicada al cuidado de su madre.

Las residencias de la familia Marcó del Pont fueron el Pazo de Lourizán, el Pazo de Pousadouro, el Pazo de Baión o Granxa de Fontán, las casas grandes de Vigo y de Calella de Mar y la Casa-Palacio de Hortaleza de Madrid, conocido como palacio de Buenavista de Hortaleza y hoy parque Clara Eugenia.
Con Francisco Marcó del Pont y su abuelo se inicia una saga de militares que llega hasta hoy en día en la familia Fontán.

## Carrera militar en España
Inició su carrera militar como cadete en el Regimiento de Infantería de Zaragoza en 1784. Estuvo en la guarnición de Orán en 1789. En 1802 estaba en el regimiento Tarragona. Durante el sitio de Zaragoza, el brigadier Marcó del Pont fue hecho prisionero y llevado a Francia, donde consiguió su traslado al castillo de Valençay, prisión de Carlos IV y Fernando VII. Tras la restauración, regresó a Madrid, donde a poco, su influencia en la corte le otorgó el gobierno de Chile; sin embargo este nombramiento se hizo contra el parecer del Consejo de Indias. El nombramiento de Marcó del Pont como gobernador de Chile culminó una brillante trayectoria militar que incluso Napoleón alabó concediéndole la Orden de la Flor de Lis y que tanto el general José de Palafox como el general José de San Martín alabaron en su día.

## Gobierno de Chile

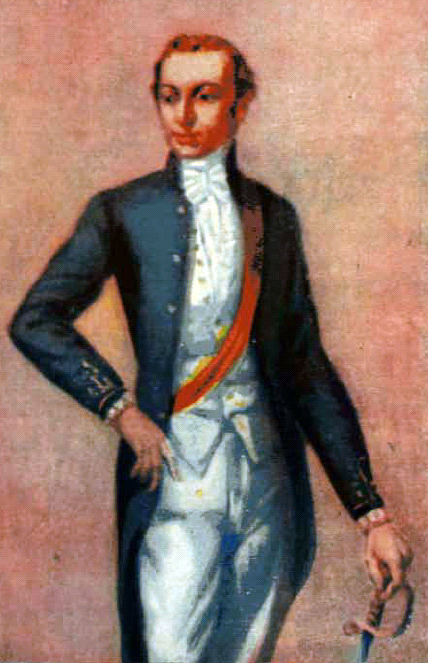
Marcó del Pont (en Revista Zig-Zag, 1905).

A fines de 1815, vía Panamá, y su posterior paso por Lima, arribó a Valparaíso. Su recepción en Santiago fue inicialmente favorable, sustituyendo en la jefatura de gobierno a Mariano Osorio, identificado con la austeridad del periodo de reconquista militar. Marcó del Pont pretendía una reconciliación a través de actos demagógicos, sin embargo el ambiente de desconfianza y prebendas le llevó a copar de europeos y criollos limeños los puestos claves del gobierno y dar a la restauración un carácter represivo. El capitán Vicente San Bruno, venido con el regimiento Talavera de la Reina, encargado de la actividad policial, pero llevando sus funciones más allá de la delincuencia común, montó un tribunal político cuya desorientación y arbitrariedad le llevó el descrédito y animosidad. Marcó del Pont erró su política de gobierno al incumplir las políticas de reconciliación venidas directamente de la corte de España, como el indulto general a los patriotas del 12 de febrero de 1816. Además su estado de permanente alarma agotó los recursos empleados en la defensa del mar y la cordillera de Chile. Envió varios espías a Cuyo para que recabaran información sobre el Ejército Libertador de los Andes. 
Está ampliamente demostrado que las medidas que tomó Marcó del Pont para reprimir a los insurgentes estaban ampliamente aceptadas en su día como el toque de queda o el secuestro de armas para garantizar la seguridad en la población civil. Puso precio a la cabeza de Manuel Rodríguez.
De otro lado cumplió correctamente su papel administrador, acreditando su lealtad, posponiendo sus sueldos a las posibilidades del estado. Entre sus obras urbanísticas están la mejora del paseo de Tajamar o la Alameda, reparó el Teatro y coliseo, construyó el canal de Maipú. Se dice que todo induce a pensar que Marcó del Pont llegó a Chile con muy buenas intenciones, y podría haber sido de beneficio en un país normal, pero el estado de revolución exigía un talento, energía y experiencia de los que carecía Marcó del Pont para llevar adelante en un gobierno convulsionado.

## Semblanza
Las descripciones que existen de la imagen de Marcó del Pont son completamente diversas. Algunos historiadores chilenos lo describen como «[...] incapaz de realizar algo correcto, cobarde y carente del sentido de dignidad [...]», mientras que Joaquín Edwards Bello señalaba:

A Marcó del Pont, que era un hombre fino, de los mejor educados y de excelente tronco, algo raro entonces, le dieron la fama de afeminado, simplemente por su limpieza, su elegancia y el pecado de haber traído ciertos adelantos a una ciudad cuyo estado entonces era indescriptible a causa de su atraso y suciedad. En Santiago no había vidrios, ni letrinas, ni más alumbrado que el de las velas de sebo, sostenidas en pelotas de barro que sacaban a mano de las acequias. El entretenimiento de los niños era la pedrea. Lo que ahora llamamos guate, de W.C., era el zambullo, un canco hediondo que sacaban de las casas y cantinas una vez al mes. En otras partes ponían el excusado encima de la acequia en el tercer patio. En la Plaza ocupaban todo un costado los vendedores de ojotas. Las ojotas viejas quedaban en el suelo y servían los domingos para la llamada guerra de ojotas. Con este calzado combatieron los ejércitos patriotas. A esta ciudad trajo el señor Marcó del Pont alguna escupidera, peines, cepillos, jabones finos, y algún carruaje con vidrios, todo lo cual pareció insólito. Le compararon con la Pompadour y le dieron fama de afeminado. Poco cuesta desfigurar a las personas...

La familia y la educación de todos los Marcó del Pont fue elevada en su época que les llevaron a tratarse de igual a igual con miembros de la aristocracia como la duquesa de Osuna o de la realeza como el duque de Angulema y el rey Fernando VII. Marcó del Pont se limitó a seguir las indicaciones de su Gobierno, teniendo en cuenta el enorme rechazo que causaba en la metrópolis la inevitable independencia de los nuevos países americanos. La familia Marcó del Pont pertenecía a la Ilustración y por lo tanto fomentaban las artes, pero dado su estatus y el rechazo a la Revolución Francesa fomentaron siempre la lealtad al Antiguo Régimen.

## Fin de su gobierno, exilio y muerte

### Fin de gobierno
San Martín encomendó a su armero José Antonio Álvarez Condarco, en misión de espionaje, que fuese a entrevistarse con Marcó del Pont, debiendo reconocer y memorizar en su viaje los accidentes del terreno. Marcó del Pont le expulsó del país anotando en el pasaporte del armero una expresión racista que hace referencia al color de la piel de José de San Martín y al origen ‘hidalgo’ del primero: «Yo firmo con mano blanca y no como la de su general que es negra y racista».

### Huida y captura

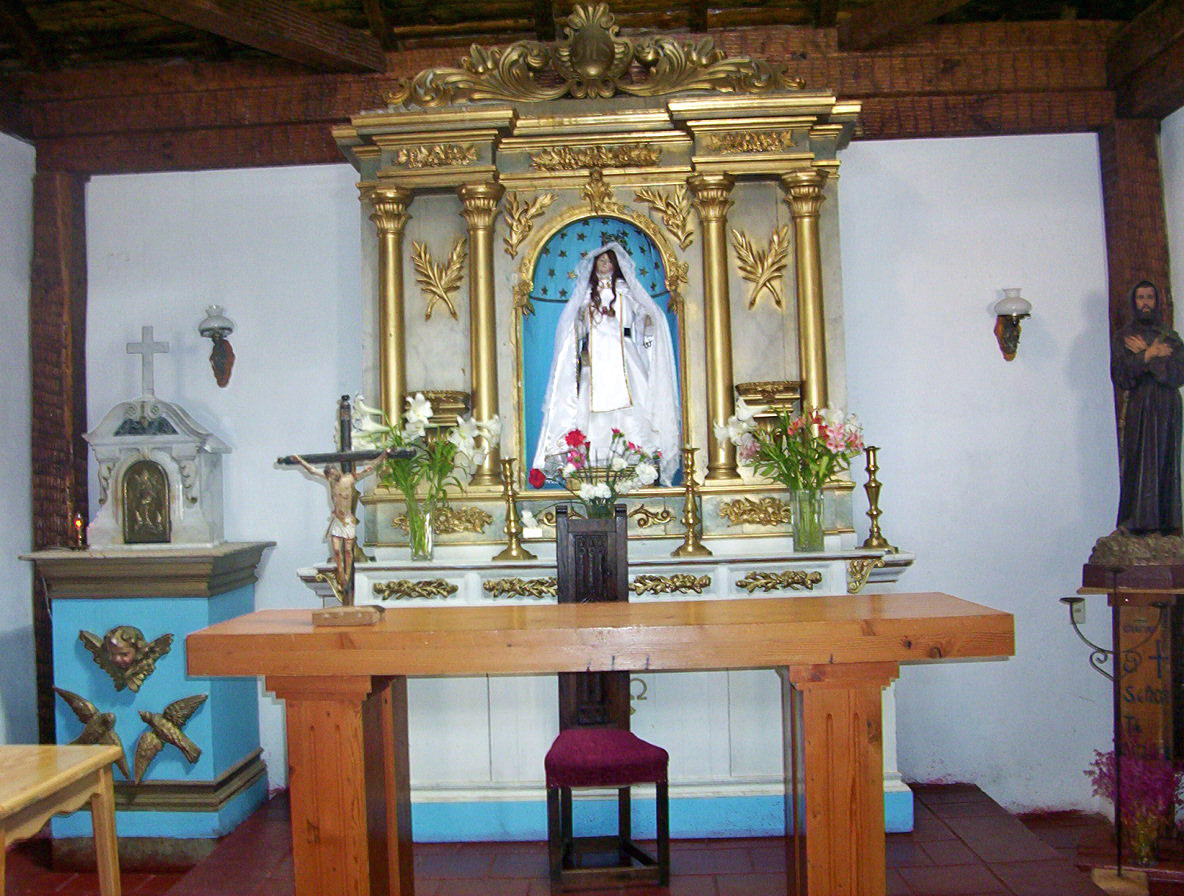
Virgen de Marcó del Pont en El Totoral.

Tras la caída del gobierno español de Santiago, Marcó del Pont huyó a Valparaíso dirigiéndose primero a San Antonio a través de la Cuesta de Lo Prado creyendo que en su bahía se encontraba surto el buque San Miguel, pero este había zarpado horas antes. Se encontró en la disyuntiva de seguir el camino de la costa pero quedaría a merced de los montoneros de Ramón Freire por lo que se decidió a seguirlo hacia el norte, a través de las actuales localidades de Cartagena, El Tabo, El Quisco, descansando en El Totoral el 17 de febrero de 1817. Desde esta posición envió un inquilino para que le avisará respecto de la situación en Valparaíso. El hombre avisó a su jefe, el hacendado de Las Tablas el que se concertó con el Capitán José Aldao para rodear la quebrada el 15 de febrero. En la Quebrada del Totoral, se le encontró con todos los oficiales que le acompañaron en su salida de Santiago; el teniente coronel Fernando Cacho, el coronel Ramón González y el fiscal Prudencio Lazcano. Todos entregaron sus espadas salvo él que pidió entregarla a un jefe de su condición. La virgen de su capilla particular todavía puede verse en la capilla del Eremitorio franciscano de El Totoral.

### Saludo de San Martín
Conforme a los relatos entregó ceremoniosamente su espada a San Martín. Dice la tradición argentina que San Martín le saludó con la expresión: «¡Venga esa mano blanca, mi general!». Esto fue porque el militar español había escrito al recibir el acta de la Independencia argentina “Yo firmo con mano blanca, no como la de su general que es negra”, haciendo referencia en ese racista comentario a su origen ‘hidalgo’ y a la supuesta condición de mestizo de San Martín, al que llamaba “el cholo de las Misiones”.[cita requerida]

### Enviado a Argentina y muerte
El 16 de abril de 1817 fue enviado a Mendoza. San Martín ordenó encarcelar a Marcó del Pont en San Luis junto con los prisioneros tomados en Chacabuco. Tras un motín en 1819, en el que no tomó parte pero fue igualmente acusado, se ordenó su traslado a la prisión de "La Estanzuela", después de la intervención de Bernardo de Monteagudo, más al interior de la provincia de San Luis. Luego de la sublevación es enjuiciado y, a pesar de ser declarado inocente, va a ser trasladado a la localidad de La Estanzuela, recostada sobre la sierra de los Comechingones, ubicada a unos 15 km de la localidad de Villa del Carmen, actual Departamento Chacabuco, donde fallece meses después, el 11 de mayo de 1819.
| Predecesor: Mariano Osorio | Gobernador de Chile 1815-12 de febrero de 1817 | Sucesor: Francisco Ruiz-Tagle Gobernador político interino de Santiago |